# 日之影デジタルテレビ中継局
日之影デジタルテレビ中継局（ひのかげデジタルテレビちゅうけいきょく）は、宮崎県西臼杵郡日之影町にあるデジタルテレビ中継局である。

## 概要
日之影町役場の周辺地域を放送区域としている。

## 放送設備

### 所在地
- 宮崎県西臼杵郡日之影町七折（町役場の北東高地）

### 地上デジタルテレビ放送
| ID | 放送局名      | 放送局名      | 物理チャンネル | 空中線電力 | ERP   | 放送対象地域 | 放送区域内世帯数 |
| -- | ------------- | ------------- | -------------- | ---------- | ----- | ------------ | ---------------- |
| 1  | NHK宮崎       | 総合          | 28ch           | 100mW      | 150mW | 宮崎県       | 445世帯          |
| 2  | NHK宮崎       | Eテレ         | 26ch           | 100mW      | 150mW | 全国         | 445世帯          |
| 3  | UMKテレビ宮崎 | UMKテレビ宮崎 | 32ch           | 100mW      | 145mW | 宮崎県       | 445世帯          |
| 6  | MRT宮崎放送   | MRT宮崎放送   | 30ch           | 100mW      | 145mW | 宮崎県       | 445世帯          |

#### 補足
- 2009年4月10日予備免許交付、同5月11日試験放送開始、同6月1日本放送開始[2]。
- 実効輻射電力（ERP）：NHK総合・Eテレが150mW[3][4]、UMKテレビ宮崎・MRT宮崎放送が145mWである[5][6]。